# Roger Martin du Gard

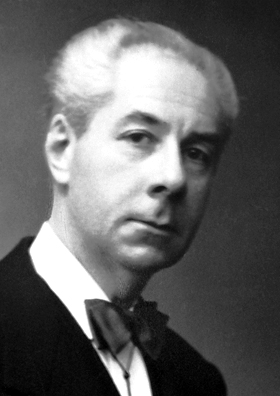
Roger Martin du Gard (1937)

Roger Martin du Gard (* 23. März 1881 in Neuilly bei Paris; † 22. August 1958 in Sérigny, Département Orne) war ein französischer Schriftsteller. 1937 wurde er mit dem Nobelpreis für Literatur ausgezeichnet.

## Leben und Schaffen

### Jugend und literarische Anfänge
R. Martin du Gard stammte von beiden Elternteilen her aus katholisch-konservativen Juristenfamilien. Er wuchs auf in dem gutbürgerlichen Pariser Vorort Neuilly und besuchte zunächst eine katholische Schule, dann das renommierte Lycée Condorcet, wo er den späteren Verleger Gaston Gallimard als Klassenkameraden hatte. Seine Schulleistungen dort waren schlecht, denn statt zu lernen, las er wahllos vielerlei im Lehrplan nicht Vorgesehenes. Er wurde deshalb vom Vater in ein Pariser Privatinternat gegeben, wo er durch einen tüchtigen Lehrer eine strenge, aber wirksame Förderung erfuhr, so dass er schließlich auf das katholisch orientierte Lycée Janson de Sailly wechseln und das Baccalauréat ablegen konnte.
Inzwischen hatte er beschlossen, Romancier zu werden nach dem Vorbild vor allem Leo Tolstois, dessen historischer Familienroman Krieg und Frieden ihn tief beeindruckt hatte. Er begann 1898 ein Literatur-Studium an der Sorbonne, brach dieses aber ab und bewarb sich 1900 erfolgreich für die École des Chartes, die traditionsreiche Pariser Fachhochschule für Archivare und Bibliothekare.
Nachdem er 1902/03 zwischendurch den Militärdienst abgeleistet hatte, schloss er 1906 sein Studium mit Diplom und Doktorat ab. Anschließend heiratete er (trotz latenter homosexueller Neigungen), machte eine längere Hochzeitsreise nach Nordafrika und wurde 1907 Vater einer Tochter. Einem Broterwerb nachgehen musste er dank ausreichendem eigenem Vermögen nicht. Vielmehr schriftstellerte er, abwechselnd in Paris oder der Ferienvilla seiner Eltern und vor allem im Landhaus seiner Schwiegereltern in Bellême, das ab 1924 zu seinem Lebensmittelpunkt wurde.
Erste Schreibversuche hatte er schon als Schüler unternommen. In seiner Studienzeit hatte er mehrere Werke verfasst, die aber ungedruckt geblieben waren: 1901 den Roman La Chrysalide, 1903 die beiden Novellen in Dialogform Jean Flers und La Méprise sowie anschließend den Dialogroman Une vie de saint, den er 1906 halbfertig aufgab.
Sein erstes publiziertes Werk wurde 1908 der formal konventionelle autobiografische Roman Devenir!, in dem es um die Autorwerdung eines jungen Notars geht. Als Privatdruck publiziert, erzielte es zwar keinen Verkaufserfolg, bekam jedoch einige positive Kritiken. Erstes von einem Verlag angenommenes Werk des Autors war 1910 die Erzählung L’Une de nous.

### Die Zeit der Erfolge
1910 kehrte Martin du Gard zurück zu der Form, mit der er schon länger experimentiert hatte und die ihm der Moderne besonders angemessen schien: einer Montage von Dialogen, Briefen, Tagebuchaufzeichnungen, Protokollen u. Ä. mit kurzen, sie verbindenden auktorial erzählten Zwischentexten. In dieser Manier schrieb er den Roman Jean Barois, der vor dem historischen Hintergrund der Dreyfus-Affäre und der heiß umstrittenen Trennung von Staat und Kirche (1905) den Konflikt des Protagonisten zwischen szientistischem Agnostizismus und traditioneller Frömmigkeit darstellt, das heißt einen Konflikt, der viele bürgerliche Zeitgenossen und auch den Autor selber plagte. Von einem ersten Verleger (Grasset) abgelehnt, erschien das Werk 1913 dank Schulfreund Gallimard im Verlag der jungen Zeitschrift Nouvelle Revue Française (NRF), hatte dann trotz oder auch wegen seiner avantgardistischen Form beachtlichen Erfolg und verschaffte seinem Autor Anschluss an den Kreis um André Gide und Jacques Copeau, die Hauptherausgeber der NRF.
1912 mündete die Vorliebe Martin du Gards für die Dialogform in einem genuinen Theaterstück: der im bäuerlichen Milieu spielenden Farce Le Testament du Père Leleu. Das Stück wurde 1914 von dem zum Freund gewordenen Regisseur Copeau im soeben gegründeten Pariser Theater Le Vieux-Colombier inszeniert, kam gut an und wurde bis in die 30er Jahre hinein häufig gespielt. (Eine weitere bäuerliche Farce, das 1922 bis 1924 verfasste Le Gonfle, blieb unaufgeführt.)
Die Kriegsjahre 1914 bis 1918 verbrachte Martin du Gard zwar bei einer Logistikeinheit in der Etappe, war aber dennoch erschüttert über die Verwüstungen und das menschliche Elend im Frontbereich. Immerhin konnte er zwischendurch zwei Stücke von Anton Tschechow für das französische Publikum bearbeiten. Im ersten Nachkriegsjahr (1918/19) war er Soldat im von Frankreich besetzten deutschen Rheinland.
Zurück in Paris, half er Copeau das Théâtre du Vieux-Colombier wiederzueröffnen. 1920 – es war die Epoche der langen „romans-fleuve“ – entwarf er den Plan für einen großangelegten Familienroman mit dem Titel Les Thibault. Die Handlung sollte von 1905 bis in die jeweilige Schreib-Gegenwart reichen (letztlich bis ca. 1940), überspannte schließlich aber nur die Zeit bis 1918. Die Hauptrollen in dem formal eher konventionellen Werk spielen der großbürgerliche und autoritär-konservative Witwer Oscar Th. sowie seine beiden Söhne Antoine, der zu Beginn schon als junger Arzt arbeitet, und Jacques, der anfangs noch 14-jähriger Schüler ist. Der die Handlung tragende Generations- und Mentalitäten-Konflikt kontrastiert vor allem Oscar, den hypermoralischen, z. B. die Sexualität tabuisierenden Patriarchen alter Schule, und Jacques, der wegen überschwänglicher Liebesbriefe an einen Freund vom Vater als homosexuell gefährdet betrachtet und in ein Erziehungsheim gesteckt wird, später dank dem stets vermittelnden Antoine aber daraus freikommt und sich zum pazifistischen linken Intellektuellen entwickelt. Die Handlung schließt, nachdem zwei der Protagonisten, Vater Oscar und Sohn Jacques, schon vorher gestorben beziehungsweise umgekommen sind, mit dem tragischen Ende auch des pflichtbewussten Philanthropen Antoine, der im Krieg Opfer eines Giftgasangriffs geworden ist und sich, unheilbar leidend, das Leben nimmt. Die schließlich acht Bände des Romans sind: Le Cahier gris (1922), Le Pénitencier (1922), La Belle Saison (1923), La Consultation (1928), La Sorellina (1928), La Mort du père (1929), L’Été 1914 (1936) und Épilogue (1939). Den 1930 fast fertiggestellten ursprünglichen Band 7, L’Appareillage, vernichtete Martin du Gard, als er, auch durch einen schweren Autounfall zusammen mit seiner Frau (1931), in eine Krise geraten war und die Arbeit an den Thibaults einzustellen gedachte.
Da gleich die ersten Bände des Romans den Zeitgeschmack getroffen hatten und sich gut verkauften, konnte der Autor 1924 von seinem Schwiegervater dessen Schlösschen Le Tertre in Bellême erwerben, wohin er sich aus dem ungeliebten Pariser Literaturbetrieb mehr und mehr zurückzog.
Während der Pause der Thibaults war Martin du Gard nicht völlig inaktiv. 1930 schrieb er die um das Inzest-Motiv kreisende Erzählung Confidence africaine. 1931 verfasste er das „drame moderne“ Un Taciturne, dessen Protagonist Selbstmord begeht, als er sich seiner Homosexualität bewusst wird. Das Stück wurde zwar aufgeführt, kam aber beim Publikum nicht an und blieb der letzte Versuch seines Autors als Dramatiker. Gut aufgenommen dagegen wurde 1932 der satirische Roman La Vieille France, der einen Dorfbriefträger auf den Stationen seiner Tagestour zeigt.
1933 machte Martin du Gard sich wieder an sein großes Werk, allerdings nach einem neuen, stark verkürzten Konzept. 1936 kam in drei Teilen der Band L’Été 1914 heraus. Er beeindruckte als eine hellsichtige Analyse der Situation vor dem Kriegsausbruch und war ein großer Erfolg. Zweifellos waren es dieser Erfolg und die pazifistische Grundtendenz des Buches zu einer Zeit erneuter Kriegsgefahr in Europa, die Martin du Gard 1937 als nobelpreiswürdig erscheinen ließen.

### Die Kriegs- und Nachkriegsjahre
Der Kriegsausbruch überraschte ihn auf einer längeren Karibik-Reise. Über die USA gelang ihm schließlich die Heimkehr. Bei Beginn des deutschen „Blitzkriegs“ 1940 flüchtete er aus Bellême und ließ sich in Nizza nieder (das wenig später jedoch von Italien annektiert und 1943 von deutschen Truppen besetzt wurde).
In Nizza begann er einen neuen Roman, der wiederum bis in die unmittelbare Gegenwart führen sollte: Les Mémoires du lieutenant-colonel Maumort. Inhalt des Buches ist die im Jahr 1940 situierte Beschlagnahmung des Landsitzes von Maumort, dessen beide Söhne im Ersten Weltkrieg getötet wurden. Als siebzig Jahre alter, leidender Mann tauscht sich Maumort mit drei Wehrmachtssoldaten aus, die drei verschiedene Typen von Nationalsozialisten darstellen. Martin Du Gard kam jedoch über die weit vor 1900 liegende Jugendzeit des fiktiven – wiederum latent homosexuellen – Protagonisten nicht hinaus. Das Fragment wurde erst postum samt Entwürfen gedruckt.
In der Nachkriegszeit blieb es still um Martin du Gard. Schon im Krieg hatte er es unterlassen, sich politisch zu engagieren und auch später widerstrebte ihm dies. So geriet er völlig ins Abseits des damals stark politisierten Pariser Literaturbetriebes, zumal er auch wie früher entfernt davon in Bellême lebte. Da sich darüber hinaus seine bisherigen Themen aufgrund des tiefen historischen Einschnittes nach 1940 überlebt hatten, beschäftigte er sich nur noch mit kleineren Projekten, z. B. einer Romanübertragung aus dem Amerikanischen, dem Drehbuch für einen Film nach den Anfangsbänden der Thibaults oder einem Buch über seinen 1951 verstorbenen Freund André Gide.
Immerhin erlebte er noch das Erscheinen einer Gesamtausgabe seiner Werke mit einem höchst anerkennenden Vorwort von Albert Camus in der renommierten Klassikerreihe Bibliothèque de la Pléiade (1955). Trotzdem geriet er in den folgenden Jahrzehnten zunehmend in Vergessenheit.
2003 bewirkte eine nach den Thibaults gedrehte Fernsehserie eine kleine Martin-du-Gard-Renaissance in Frankreich.
2020 erschein eine deutsche Erstübersetzung eines Teils des Roman-Fragments von Les Mémoires du lieutenant-colonel Maumort.

## Werke (Auswahl)
Briefe
- Bernard Duchatelet (Hrsg.): Correspondance générale Gallimard, Paris 1980/2000  (10 Bde.)

Romane
- Jean Barois. Roman. Übersetzung aus dem Französischen von Eva Mertens, Zsolnay, Zürich 1932.
- Kleine Welt. Ein Roman aus der französischen Provinz (Vieille France). Übersetzung aus dem Französischen von Eva Mertens, Propyläen-Verlag, Berlin 1935.
- Die Thibaults, Ausgabe in 7 Bänden: 1. Bd.: Das graue Heft. Die Besserungsanstalt; 2. Bd.: Sommerliche Tage. Die Sprechstunde; 3. Bd.: Sorellina. Der Tod des Vaters; 4. bis 6. Bd.: Sommer 1914; 7. Bd.: Epilog. Übersetzung aus dem Französischen von Eva Mertens, Zsolnay und Verlag Volk und Welt, 1958.
- Das Geständnis (Confidence africaine). Manholt, Bremen 1992, ISBN 3-924903-91-3.
- Die Thibaults. Die Geschichte einer Familie (Les Thibault). dtv-Ausgabe in 801 Seiten (enthält nur die Bände 1–3), München 2003, ISBN 3-423-13155-1.
- Maumort und die Nazis (22. Kapitel des Roman-Fragments Les Mémoires du lieutenant-colonel Maumort), Materialverlag, Hamburg 2020, ISBN 978-3-944954-57-8.

Werkausgabe
- Œuvres complètes. Gallimard, Paris 1983.

1. 1983, ISBN 2-07-010343-9.
2. 1983, ISBN 2-07-010344-7.